# خلوصي يازغان

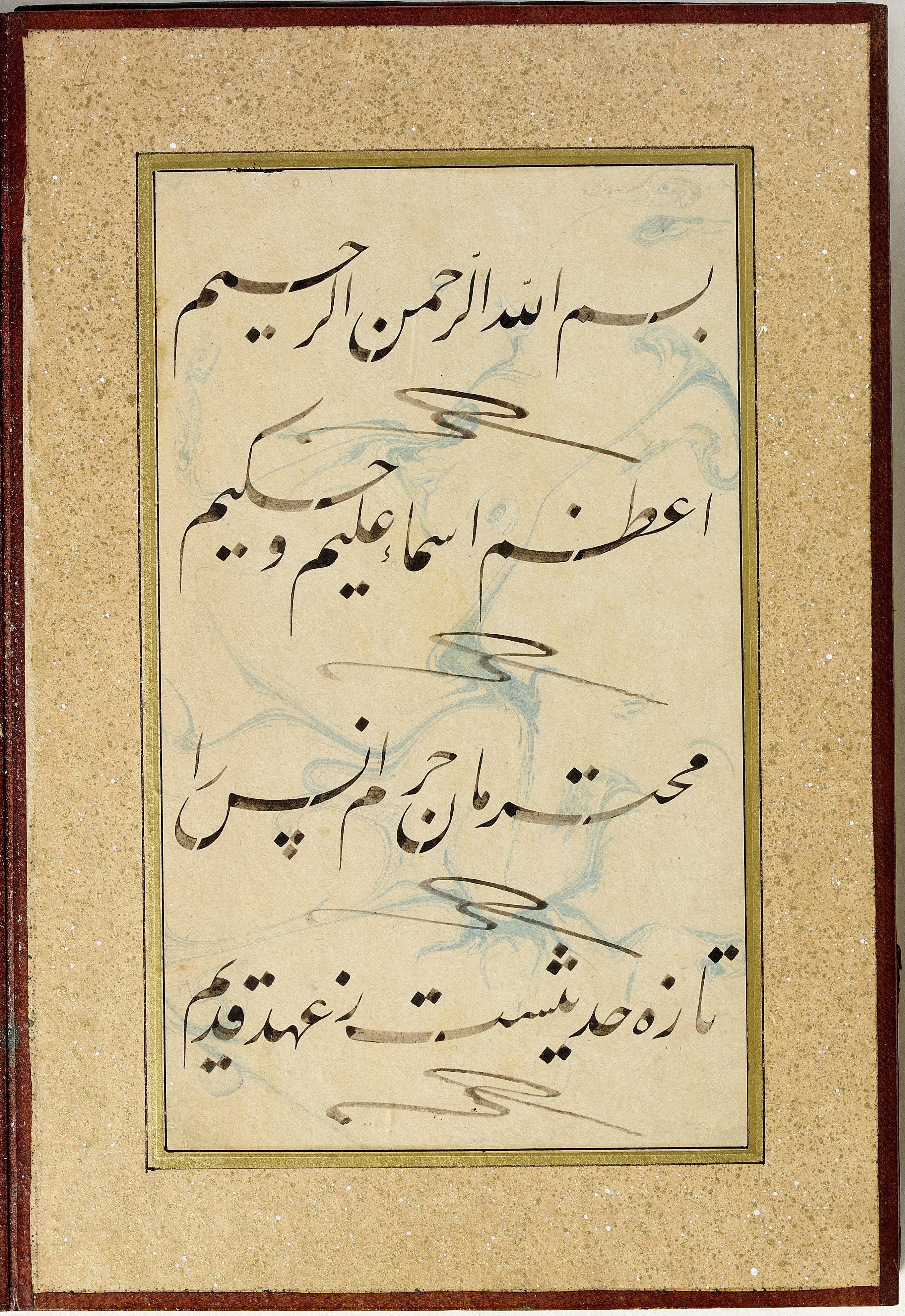

خلوصي يازغان (1286 - 1358 هـ / 1869 - 1940 م) هو خطاط تركي.
درس الخط في دار الشفق، وتخصص في التعليق. من تلاميذه حامد الآمدي.